# Zacarías López
Zacarías Orlando López González (ur. 30 czerwca 1998 w Arice) – chilijski piłkarz występujący na pozycji bramkarza, reprezentant Chile, od 2018 roku zawodnik Deportes La Serena.